# Die Arier
Die Arier ist ein Dokumentarfilm von Mo Asumang aus dem Jahr 2014. Der Film wurde am 16. März 2014 beim Filmfestival Türkei/Deutschland uraufgeführt und dann 2014 auf Arte und im Rahmen Das kleine Fernsehspiel im ZDF gesendet.

## Inhalt
Die afrodeutsche Moderatorin und Filmemacherin Mo Asumang begibt sich in ihrem Film auf eine Reise in die Neonazi-Szene weltweit. In persönlichen Gesprächen lässt sie sich das Weltbild von Mitgliedern unterschiedlicher neonazistischer Gruppen beschreiben. Asumang besucht Veranstaltungen der NPD in Gera, Wismar und Potsdam. In den Vereinigten Staaten trifft sie sich mit Mitgliedern des Ku-Klux-Klan und mit Tom Metzger, dem Gründer der White Aryan Resistance.
Auf ihrer Reise sucht sie, unter anderem im Iran, nach den Ursprüngen des Begriffs „Arier“ und nach Gründen für Rassenhass und möglichen Überwindungsstrategien.

## Nominierungen und Auszeichnungen
- 2014: Öngören-Preis für Demokratie und Menschenrechte[2]
- 2014: Phoenix Film Festival, World Cinema Best Documentary[3]
- 2014: Phoenix Film Festival, World Cinema Audience Award[3]
- 2014: WIR – Vielfaltpreis, Filmkunstfest Mecklenburg-Vorpommern
- 2014: Nominierung für den Preis der Ökumenischen Jury beim Achtung berlin – new berlin film award für Die Arier
- 2014: Magnolia Award, Documentary Best Director, Shanghai Television Festival
- 2014: Nominierung für den Prix Europa
- 2014: Deutscher Regiepreis Metropolis in der Kategorie Dokumentarfilm
- 2015: Nominierung für den Grimme-Preis

## Kritiken
„Auch wenn die Rollen von Gut und Böse sehr klar verteilt sind: eine so persönliche wie auch gewinnende Aufklärungsarbeit.“

„Es ist ein unglaublicher, unglaublich spannender Film.“

„Einen Bruchteil des Mutes der Filmemacherin Mo Asumang, die geradezu frech deutsche und amerikanische Neonazis vor die Kamera zerrt, hätte man dem ZDF gewünscht: Eine Ausstrahlung dieser wichtigen Dokumentarrecherche um Mitternacht ist (trotz Mediathek) eine Frechheit.“

„Mit betonter Naivität tritt Asumang Besucherinnen und Besuchern von Neonazidemos […] und anderen Rassistinnen und Rassisten entgegen. Diese Haltung ist problematisch, denn die erhoffte ‚Selbstentlarvung‘ der Neonazis gelingt kaum. Es wird ihnen im Gegenteil eine Bühne geboten, auf der sie ihre menschenverachtende Ideologie unkommentiert ausbreiten können.“

„Mo Asumang traut sich was. Ganz allein steht die dunkelhäutige Deutsche bei einem Neo-Nazi-Aufmarsch mitten unter lauter Glatzköpfen und fragt sie: ‚Wofür demonstriert ihr hier?‘. Sie fragt ganz ruhig, unaufgeregt – eine Art filmische Entdeckungsreise in die Welt des Rassismus“